# Селятичи
Селя́тичи (бел. Сяля́цічы, пол. Sielatycze) — хутор в Сморгонском районе Гродненской области Белоруссии.
Входит в состав Жодишковского сельсовета.
Расположен в северной части района на правобережьи реки Вилия. Расстояние до районного центра Сморгонь по дороге — около 23,5 км, до центра сельсовета агрогородка Жодишки по прямой — чуть более 4,5 км. Ближайшие населённые пункты — Дексна, Ошмянец, Плавушка.
Согласно переписи население Селятичей в 1999 году насчитывало 2 жителя.
К северо-западу от хутора находится памятник природы — Тупольщинский большой камень.